# Tanais tenuicornis
Tanais tenuicornis är en kräftdjursart som först beskrevs av William Aitcheson Haswell 1882.  Tanais tenuicornis ingår i släktet Tanais och familjen Tanaidae. Inga underarter finns listade i Catalogue of Life.